# برادوفلوكساسين
برادوفلوكساسين Pradofloxacin هو مضاد حيوي من زمرة الكوينولون  يصنف على أنه من الجيل الثالث الذي يملك طيف أوسع ضد الجراثيم التي تصيب الحيوانات. الاسم التجاري Veraflox.
تمت الموافقة على استخدامه في نيسان 2011, للاستخدام البيطري فقط، للعوى الجرثومية للكلاب والقطط.

## التاريخ
اكتشف برادوفلوكساسين أولا من قبل الكيميائيين في باير عام 1994 وحاز على براءة اختراع في عام 1998. تم إصدار الاسم pradofloxacin في ديسمبر 2000 من قبل منظمة الصحة العالمية. إثر تقديم إذن للتسويق إلى وكالة الأدوية الأوروبية (EMA) في عام 2004، تم رفض الطلب في عام 2006،

## آلية العمل
يَعملُ البرادوفلوكساسين على قَتل الجَراثيم التي تُسبِّب العدوى. ويفعل ذلك عن طريق تثبيط إنزيم يُسمَّى غيراز gyrase الحمض النَّووي الجُرثومي.
ويشارك هذا الإنزيمُ في تكرُّر وإصلاح المادَّة الوراثيَّة (الدي أن إيه DNA) للجَراثيم؛ فإذا كان هذا الإنزيمُ لا يعمل، لا يمكن للجَراثيم إعادةَ إصلاح نفسها أو الإنقسام والتَّكاثر، وبهذا يكافح الدَّواءُ العدوى الجُرثوميَّة ويُوقفها.

## الاستعمال الطبي
كما هو الحال مع جميع الأدوية البيطرية الواردة في الوصفات، يجب دائما التماس المشورة بشأن استخدام برادوفلوكساسين من طبيب بيطري مؤهل مناسب.

### الكلاب
في أوروبا يستعمل البرادوفلوكساسين لعلاج:
- التهابات الجروح وتقيح الجلد السطحي والعميق الذي تسببه سلالات حساسة من  المكورات العنقودية  المتوسطة